# Belagerung von Neu-Zrin

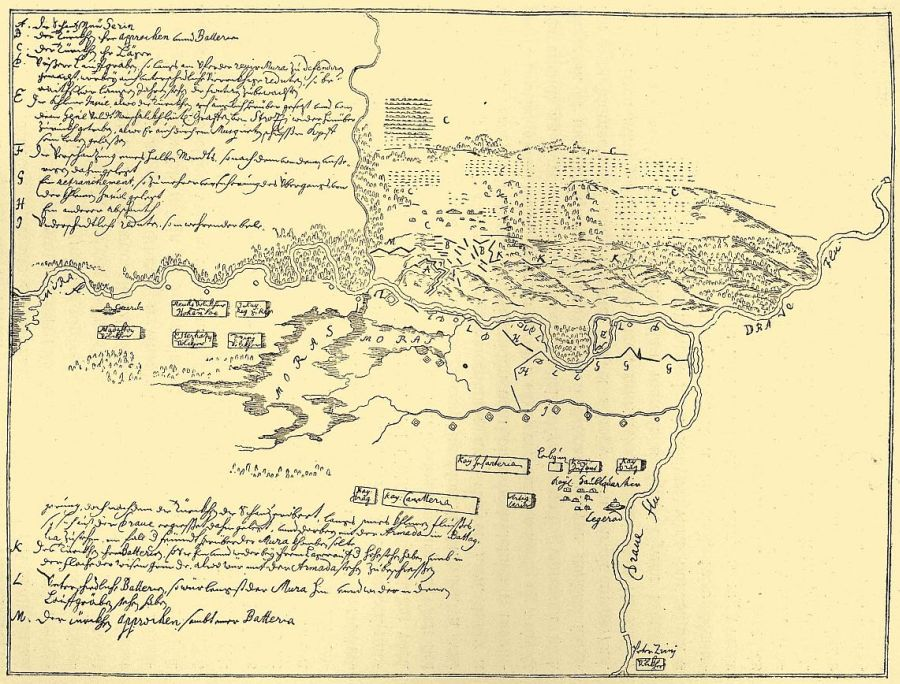
Darstellung der Lage der Festung Neu-Zrin während der Belagerung (Autor R. Montecuccoli)

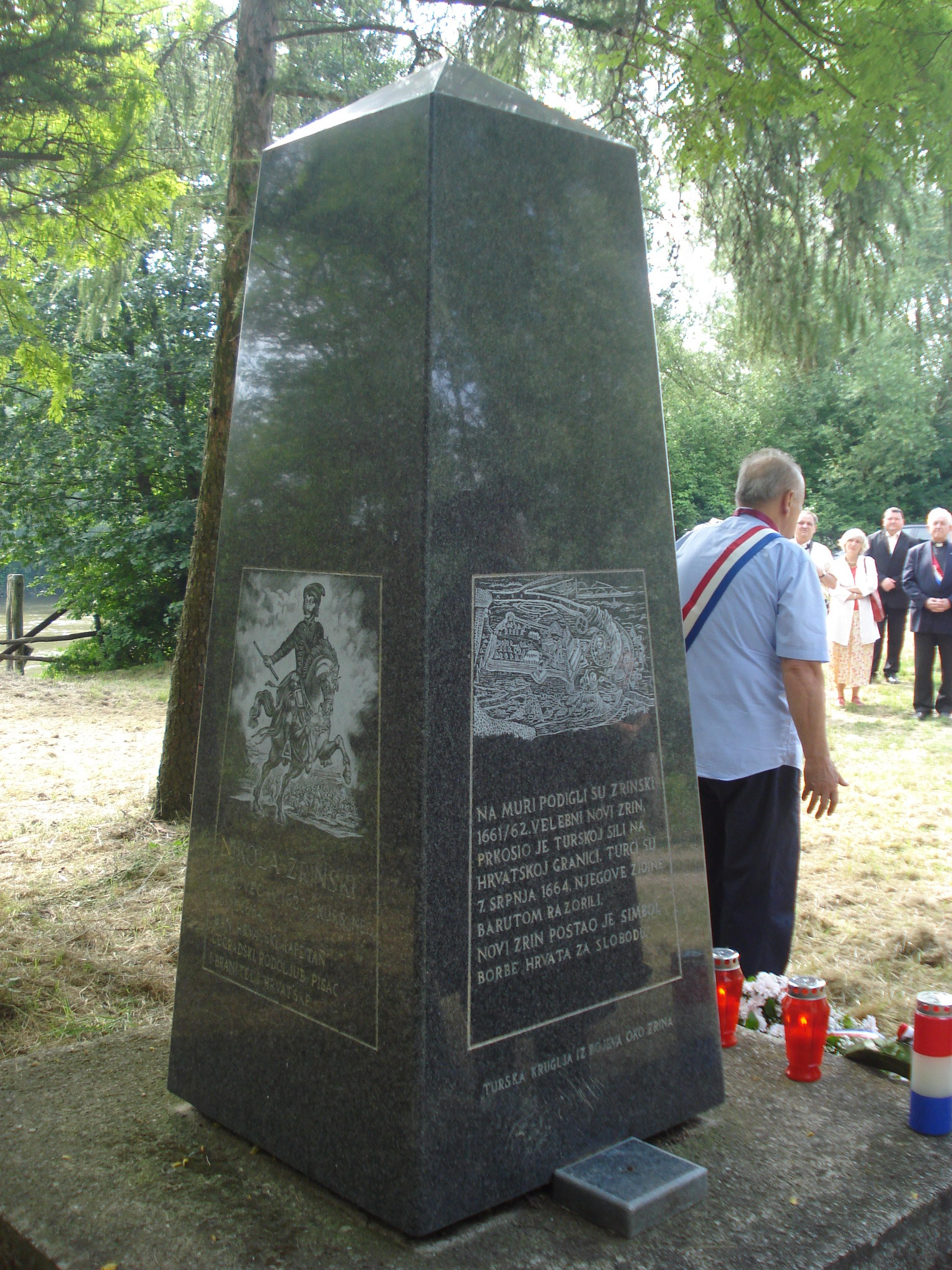
Gedenk-Obelisk zu Ehren der Neu-Zrin am rechten Ufer der Mur

Die Belagerung von Neu-Zrin (kroatisch Novi Zrin; ungarisch Új-Zrinyivár) im Juni/Juli 1664 war die letzte von mehreren militärischen Auseinandersetzungen zwischen kroatischen Streitkräften (mit alliierten österreichischen, deutschen sowie ungarischen Einheiten) und türkischen Truppen über die Kontrolle der Neu-Zrin (Neu-Serin), einer kroatischen Festung, deren Besitzer Nikola VII. Zrinski, Ban von Kroatien, war und die am Ufer und auf sumpfigen Inseln der Mur an der Grenze Kroatiens zu damals von den Osmanen eroberten Teil Ungarns lag. Die Osmanen belagerten die Festung vom 5. bis 30. Juni 1664, nahmen sie danach ein und zerstörten sie am 7. Juli 1664
bis auf die Grundmauern.

## Vorgeschichte
Trotz lokaler Geplänkel und Gefechte entlang der kroatischen, ungarischen sowie siebenbürgischen Grenze zu den eroberten Gebieten in den frühen 1660ern herrschte damals eine Periode unstabilen Friedens zwischen der Habsburgermonarchie und dem Osmanischen Reich. Doch fürchtete der zwanzigjährige Leopold I. von Habsburg einen osmanischen Militärzug nach Wien und dessen mögliche Belagerung. Er befahl deshalb seinen Truppen, sich in der Nähe Wiens aufzuhalten.
Gleichzeitig forderte Nikola VII. Zrinski, Ban (Vizekönig) von Kroatien und kaiserlicher Feldherr, mehr Unterstützung vom Wiener Hof für das Befestigen und Verstärken der Grenze mit Festungen im Norden Kroatiens gegenüber den von den Osmanen eroberten Teilen Ungarns (Kanizsa mit Sitz in Groß-Kanizsa).
Als keine wesentliche Unterstützung vom Wiener Hof kam, begann Zrinski 1661 die Festung Neu-Zrin in seiner Herrschaft Međimurje selbst zu erbauen. 1662 war die Festung fertig und kurz darauf wurde sie bis Juni 1664 mehrere Male erfolglos von den Osmanen angegriffen.

## Aufstellung
Anfang Juni 1664 traf aus Richtung Istanbul und Siebenbürgen eine große osmanische Armee mit ungefähr 40.000 Kämpfern ein, dazu ca. 30.000 Tataren sowie anderen Verbündeten, insgesamt (mit Hilfspersonal – Werksmeister, Sanitäter, Diener usw.) 70.000 bis 100.000 Mann. Die Armee wurde nordöstlich von Međimurje stationiert. Diese überlegene militärische Macht wurde von Großwesir Köprülü Fâzıl Ahmed Pascha kommandiert.
Die Verteidiger von Neu-Zrin bestanden aus kroatischen Soldaten unter Befehlshaber Nikola VII. Zrinski (der über etwa 8.000 Mann in Međimurje verfügte), aus deutschen und österreichischen Einheiten, geführt von den Generälen Wolfgang Julius (Hohenlohe-Neuenstein) und Peter Strozzi, sowie aus ungarischen Kräften unter Pál Batthyány, Pál Eszterházy und Ferencz Nádasdy. Sie befanden sich in der Festung und in ihrer Nähe, westlich der Mur, an deren rechtem Ufer. Nicht weit entfernt, neben Legrad an der Drau, südlich der Festung, wurde das Lager der Reservetruppen stationiert, das immer wieder mit neuangekommenen Einheiten ergänzt wurde. Dort waren unter anderen ungefähr 6.000 Mann aus Deutschland, ca. 6.700 Mann aus Ungarn und eine größere französische Einheit unter Jean de Coligny-Saligny. Am 22. Juni kam Nikolas Bruder Petar Zrinski mit 4.000 Mann aus Zentralkroatien. Für eine kürzere Zeit befand sich im Lager auch der kaiserliche Oberbefehlshaber Raimondo Montecuccoli. Er erlaubte nicht, dass die Ersatztruppen (gegen Ende Juni insgesamt ungefähr 27.000 Mann) in die Schlacht geworfen werden konnten.

## Belagerung
Am 5. Juni befahl Großwesir Köprülü Pascha den Belagerungsbeginn und ständige Angriffe auf die Festung. Dabei kam in einem Gefecht am 6. Juni General Strozzi ums Leben.
Nach einigen Wochen unterlagen die Verteidiger den Türken. Die meisten Überlebenden flüchteten in Richtung Westen-Südwesten, wo die Reservearmee wartete. Das geschah höchstwahrscheinlich am 30. Juni, aber wegen starken Regens, der bis zum 3. Juli fiel, konnten die Eroberer nicht die volle Kontrolle über Neu-Zrin übernehmen.
Die Angaben über Verluste sind strittig. Der türkische Reiseschriftsteller Evliya Çelebi schrieb, dass es bei den Christlichen 17.000 Mann Verluste gab. Die realen Verluste waren etwa 10.000 bei den Belagerern und 2.000 bei den Verteidigern.
Am 7. Juli 1664 zündeten die Türken Minen und sprengten die Festung. Die Belagerung war entschieden, aber die Osmanen marschierten nicht weiter ins kroatische Hinterland (z. B. Richtung Čakovec), sondern zogen sich zurück nach Groß-Kanizsa, um etwas später nach Szentgotthárd vorzurücken.

## Nachgeschichte
Durch das Opfern der Festung gewann die habsburgische Armee Zeit, sich zu konsolidieren und umzugruppieren. Die folgende Schlacht bei St. Gotthard (am 1. August 1664) endete mit dem Sieg der christlichen Streitkräften. Nach der Schlacht, am 10. August 1664, wurde der Frieden von Eisenburg (Vasvár) abgeschlossen.
Der Erbauer und Hauptverteidiger seiner Festung Nikola VII. Zrinski starb am 18. November 1664 bei einer Wildschweinjagd unter unklaren Umständen.
Neu-Zrin wurde nie wieder aufgebaut.
Heute steht am Ort der Belagerung ein Gedenk-Obelisk. Die genaue Lage und das Aussehen der Festungsanlage konnten bisher nicht eindeutig bestimmt werden.